# Herb Tłuszcza
Herb Tłuszcza – jeden z symboli miasta Tłuszcz i gminy Tłuszcz w postaci herbu.

## Wygląd i symbolika
Herb przedstawia na błękitnej tarczy herbowej wizerunek brązowego bobra siedzącego na zielonej belce z żółtymi paskami z dołu i z góry. Bóbr z podniesioną prawą łapą zwrócony jest w heraldycznie lewą stronę. U dołu tarczy znajduje się ciemniejsze pole błękitne.

## Historia
Herb został nadany miastu przez radę narodową w 1980 roku. Pierwotnie przedstawiał w polu błękitnym stojące na zielonej murawie brązowe bezlistne drzewo, które podgryza czarny bóbr. W podstawie herbu była błękitna woda. Wzór został zaczerpnięty prawdopodobnie z godła gminnego. Później z herbu zostało usunięte drzewo. 